# Annabel Jankel
Pour les articles homonymes, voir Jankel.
Annabel Jankel, née le 1er août 1955 à Londres, est une réalisatrice, scénariste et productrice britannique. 

## Biographie
Annabel Jankel a commencé sa carrière à la fin des années 1970 dans la société de production cinématographique britannique Cucumber Studios, qu'elle a fondée avec son partenaire, le réalisateur Rocky Morton. Jankel et Morton se sont spécialisés dans la création de vidéos musicales, de publicités télévisées et de séquences de titres télévisés en combinant des prises de vue réelles, de l'animation et l'art (encore émergent à cette époque) de l'infographie. Au cours de cette période, le duo a réalisé plusieurs clips musicaux pour des artistes tels que Rush ("The Enemy Within"), Elvis Costello ("Accidents Will Happen"), Talking Heads ("Blind"), Tom Tom Club ("Genius of Love", "Pleasure of Love", "Don't Say No"), Donald Fagen ("New Frontier") et Miles Davis ("Decoy"). 
En 1985, Jankel et Morton ont remporté un Emmy Award pour leur séquence titre pour l'émission Friday Night Videos de NBC. La même année, leur publicité télévisée innovante pour la nouvelle boisson gazeuse Quatro a été récompensée lors des British Television Advertising Awards. 
En 2003, leur clip de 1978 pour "Accidents Will Happen" d'Elvis Costello a été l'une des 35 vidéos sélectionnées pour figurer dans la prestigieuse exposition "Golden Oldies of Music Video" du Museum of Modern Art.
Jankel a co-créé Max Headroom, un personnage cyberpunk culte qui a donné lieu à de multiples productions télévisées et est devenu très influent dans le domaine de la science-fiction télévisée et a eu un impact sur la culture populaire dans les années 1980. Jankel et Morton ont d'abord créé et réalisé The Max Talking Headroom Show, un programme de divertissement qui comportait des séquences comiques, des interviews menées par le cyber-personnage Headroom et des clips musicaux. (sur Channel 4 au Royaume-Uni et sur HBO aux États-Unis). Cela a donné lieu au téléfilm Max Headroom : 20 minutes dans le futur, également réalisé par le duo. Ce téléfilm a à son tour inspiré la série télévisée américaine de ABC Max Headroom.
Après le succès de Max Headroom, Jankel et Morton se sont installés à Los Angeles et ont réalisé ensemble Mort à l'arrivée, un remake du film éponyme de 1949, avec Meg Ryan et Dennis Quaid. Le film a été salué par la critique du Washington Post et par des critiques de cinéma tels que Roger Ebert, qui l'a décrit comme "un thriller littéraire et plein d'esprit".
Après Mort à l'arrivée, Jankel et Morton ont réalisé le film Super Mario Bros, un film basé sur le jeu vidéo du même nom avec Bob Hoskins, John Leguizamo et Dennis Hopper. Le film se déroule dans une interprétation post-apocalyptique sombre du Royaume Champignon (Mushroom Kingdom), qui se distingue du cadre coloré et cartoonesque du jeu. Il a été rejeté par les critiques, recevant des avis presque universellement négatifs. En mai 2013, l'agrégateur de critiques Rotten Tomatoes rapporte que seuls 16 % des critiques ont donné des avis positifs sur la base de 32 critiques. Le consensus du site indique : "Malgré des décors et des effets spéciaux tape-à-l'œil, Super Mario Bros. est trop léger en termes d'histoire et de substance pour être plus qu'une nouveauté". Gene Siskel du Chicago Tribune et Roger Ebert du Chicago Sun-Times ont donné au film deux pouces vers le bas lors de leur émission télévisée Siskel & Ebert at the Movies, et le film figurait sur leur liste des pires films de l'année 1993. Michael Wilmington du Los Angeles Times a désapprouvé le scénario du film. Cependant, Hal Hinson, du Washington Post, a émis une critique positive, louant l'esprit du film et ajoutant : "En bref, c'est une explosion". Janet Maslin du New York Times a donné une autre critique positive, mais a déclaré que le film "n'a pas l'esprit jovial et sautillant du jeu vidéo Nintendo dont il s'inspire".   
Annabel Jankel s'est, par la suite, lancée dans une carrière solo, réalisant des publicités, de séries et des films.   

## Filmographie
| année     | film                                                 | réalisatrice | productrice | scénariste | notes           |
| --------- | ---------------------------------------------------- | ------------ | ----------- | ---------- | --------------- |
| 1979      | Marx for Beginners                                   | Oui          |             |            | court métrage   |
| 1979      | Elvis Costello & the Atractions                      | Oui          |             |            | court métrage   |
| 1985      | Max Headroom                                         | Oui          |             | Oui        | téléfilm        |
| 1985      | The Max Headroom Show                                | Oui          |             |            | série télévisée |
| 1988      | D.O.A.                                               | Oui          |             |            | long métrage    |
| 1993      | Super Mario Bros.                                    | Oui          |             |            | long métrage    |
| 2005      | The Right Spectacle: The Very Best of Elvis Costello | Oui          |             |            | long métrage    |
| 2007-2008 | Live from Abbey Road                                 | 24 épisodes  |             |            | série télévisée |
| 2009      | Skellig: The Owl Man                                 | Oui          | Oui         |            | téléfilm        |
| 2015      | Live from Abbey Road Classics                        | Oui          |             |            | série télévisée |
| 2018      | Tell It to the Bees                                  | Oui          | Oui         |            | long métrage    |